# حبيبة أريغاوي
حبيبة أريغاوي جبرة صادق (بالإنجليزية: Abeba Aregawi Gebretsadik)‏ هي عداءة مسافات متوسطة إثيوبية سويدية ولدت في يوم 5 يوليو 1990 في مدينة أديغرات في إثيوبيا، إختصت بسباق 1500 متر، قبل أن تحصل على الجنسية السويدية في سنة 2012 لتمثل السويد، أبرز إنجازاتها هو فوزها بالميدالية الذهبية في بطولة العالم لألعاب القوى 2013 في ستوكهولم في السويد.

## روابط خارجية
- حبيبة أريغاوي على موقع الاتحاد الدولي لألعاب القوى (الإنجليزية)
- حبيبة أريغاوي على موقع الدوري الماسي (الإنجليزية)
- حبيبة أريغاوي على موقع اللجنة الأولمبية الدولية (الإنجليزية)
- حبيبة أريغاوي على موقع أوليمبيديا (الإنجليزية)
- حبيبة أريغاوي على موقع اللجنة الأولمبية السويدية (السويدية)